# Valmy
Valmy je francouzská obec v departementu Marne v regionu Grand Est. Žije zde 240 obyvatel.

## Geografie

### Sousední obce
| Růžice kompasu | Hans Somme-Bionne                        | Dommartin-sous-Hans | Maffrécourt          | Růžice kompasu |
| Růžice kompasu | La Croix-en-Champagne Auve               | Sever               | Braux-Sainte-Cohière | Růžice kompasu |
| Růžice kompasu | La Croix-en-Champagne Auve               | Valmy               | Braux-Sainte-Cohière | Růžice kompasu |
| Růžice kompasu | La Croix-en-Champagne Auve               | Jih                 | Braux-Sainte-Cohière | Růžice kompasu |
| Růžice kompasu | Saint-Mard-sur-Auve La Chapelle-Felcourt | Gizaucourt          | Dommartin-Dampierre  | Růžice kompasu |

## Historie
20. září 1792 zde proběhla bitva u Valmy.